# Политические партии Северной Македонии

## Основные партии
- Внутренняя македонская революционная организация — Демократическая партия за македонское национальное единство (Внатрешна Македонска Револуционерна Организација-Партија за Македонско Национално Единство, ВМРО-ДПМНЕ) — лидер Никола Груевский.
- Социал-демократический союз Македонии (Социјалдемократски Сојуз на Македонија, СДСМ) — лидер Бранко Црвенковский.
- Демократический союз за интеграцию (Демократска Унија за Интеграција, ДСИ) — лидер Али Ахмети.
- Социалистическая партия Македонии (Социјалистичка Партија на Македонија, СПМ) — лидер Любисав Иванов-Дзинго.
- Внутренняя македонская революционная организация — Народная партия (Внатрешна Македонска Револуционерна Организација — Народна Партија, ВМРО-НП) — лидер Любчо Георгиевский.
- Либерально-демократическая партия (Либерално-Демократска Партија, ЛДП) — лидер Йован Манасиевский.
- Либеральная партия Македонии (Либерална Партија на Македонија, ЛПМ) — лидер Ивон Величковски.
- Новая социал-демократическая партия (Нова Социјалдемократска Партија, НСДП) — лидер Тито Петковский.
- Новая демократия (Nova Demokratija, НД) — лидер Имер Селмани.

## Малые партии
- Демократическая альтернатива (Демократска Алтернатива, ДА) — лидер Васил Тупурковский.
- МААК — Консервативная партия (Македонска Акција — Конзервативна Партија, МААК-КП).
- Демократическая лига босняков (Демократска Лига на Бошњаците, ДЛБ) — лидер Рафет Муминович.
- Демократическая партия албанцев (Демократска Партија на Албанците, ДПА) — лидер Мендух Тачи.
- Демократическая партия сербов в Македонии (Демократска партија на Србите во Македонија, ДПСМ) — лидер Иван Стоилкович.
- Демократическая партия турок Македонии (Демократска Партија на Турците на Македонија, ДПТМ) — лидер Кенан Хасип.
- Демократический союз (Демократски Сојуз, ДС).
- Национально-демократическая партия (Национална Демократска Партија, НДП).
- Союз левых сил Тито (Сојуз на Титови Леви Сили, СТЛС) — лидер Слободан Угриновский.
- Левая партия (Левица) — коллективное руководство.
- Объединённая партия цыган в Македонии (Обединета Партија на Ромите во Македонија, ОПРМ).
- Рабочая партия (Работничка Партија, РП) — лидер Джуро Кешкец.
- Демократический союз албанцев (Демократска унија на Албанците, ДСА) — лидер Бардил Махмути.
- Демократическое обновление Македонии (Демократска обнова на Македонија) — лидер Фият Цановский.
- Партия Европейского будущего (Партија за Европска Иднина).
- Партия объединённой демократии Македонии (Партија на обединети демократи на Македонија, ПОДЕМ) — лидер Живко Янкуловский.
- Движение за турецкое национальное единство (Движенње за Турско Национално Единство, ДТНЕ).
- Объединение за Македонию (англ. ) (Обединети за Македонија) — лидер Любе Бошкоский.
- Партия демократического процветания (Партија за демократски просперитет, ПДП) — лидер Абдулади Вейсели.